# Salmophasia
Salmophasia is een geslacht van straalvinnige vissen uit de familie van karpers (Cyprinidae).

## Soorten
- Salmophasia acinaces (Valenciennes, 1844)
- Salmophasia bacaila (Hamilton, 1822)
- Salmophasia balookee (Sykes, 1839)
- Salmophasia belachi (Jayaraj, Krishna Rao, Ravichandra Reddy, Shakuntala & Devaraj, 1999)
- Salmophasia boopis (Day, 1874)
- Salmophasia horai (Silas, 1951)
- Salmophasia novacula (Valenciennes, 1840)
- Salmophasia orissaensis (Bănărescu, 1968)
- Salmophasia phulo (Hamilton, 1822)
- Salmophasia punjabensis (Day, 1872)
- Salmophasia sardinella (Valenciennes, 1844)
- Salmophasia sladoni (Day, 1870)
- Salmophasia untrahi (Day, 1869)